# Margrabstwo Ceva

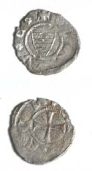
Monety pochodzące z Ceva

Margrabstwo Ceva (wł. Marchesato di Ceva) – niewielkie margrabstwo istniejące w latach 1125–1427 w północnych Włoszech u stóp Apeninów na terenie dzisiejszego regionu Piemont. Jego stolicą była Ceva.
Markizat został stworzony wraz ze śmiercią i podziałem dóbr Bonifacio del Vasto z rodu Aleramici, margrabiego Savonna i zachodniej Ligurii. Ród panował nad margrabstwami Montferratu, Saluzzo, Finale, a wywodziła się z niego m.in.król Jerozolimy Konrad z Montferratu i jego córka Maria z Montferratu. Synowie Bonifacio del Vasto otrzymali: Anzelm - Cevę, Hugo - Clavesanę, Manfred - Saluzzo, Henryk - Savonę i Carretto, Wilhelm - Buskę i Lancię. Anzelm, pierwszy margrabia Cevy, przejął od swojego brata Clavesanę, jednakże po jego śmierci przypadła ona jednemu synowi, Bonifacio, a główny dziedzic Anzelma, Wilhelm, otrzymał tylko Cevę.
W kolejnych latach margrabstwo ulegało kolejnym podziałom pomiędzy kolejnych potomków rodu. Markiz Giorgio Nuno był zmuszony ogłosić się lennikiem wojowniczej komuny miejskiej Asti, która wcześniej pomogła mu w powiększeniu swoich terytoriów pod koniec XII wieku. Odtąd margrabstwo już nigdy nie posiadało zupełnej suwerenności. Po kolejnych podziałach i osłabieniu wewnętrznym Ceva 22 lutego 1313 roku stała się lennikiem księcia Sabaudii Amadeusza V Wielkiego. Podczas wojny margrabiów Saluzzo i Montferratu z dynastią Andegawenów Ceva przysięgła wierność Janowi II Paleologowi z Montferratu. W 1352 roku została podbita przez ród Viscontich z Mediolanu, ale zostali oni wypędzeni cztery lata później. Ostatecznie Ceva całkowicie utraciła niezależność w 1427 roku, gdy została włączona do Sabaudii przez Amadeusza VIII (późniejszym antypapieżem Feliksem V). Część rodziny zachowywała jeszcze kontrolę nad małymi fragmentami ziemi, a ostatni przedstawiciele wymarli w 1535 roku.